# Kup europskih prvaka 1969./70. (košarka)
Ovo je trinaesto izdanje Kupa europskih prvaka u košarci. Sudjelovale su 24 momčadi. Završnica je odigrana u Sarajevu 9. travnja 1969. Jugoslavija je imala jednog predstavnika: beogradsku Crvenu zvezdu.

## Turnir

### Poluzavršnica
- Real Madrid -  Ignis Varese 86:90, 78:103
- TJ Slavija VŠ Prag -  CSKA Moskva 79:107, 75:113

### Završnica
- Ignis Varese -  CSKA Moskva 79:74

- europski prvak:  Ignis Varese (prvi naslov)
  - sastav ([1]): Edoardo Rusconi, Ottorino Flaborea, Lino Paschini, Antonio Bulgheroni, Giorgio Consonni, Paolo Vittori, Aldo Ossola, Dino Meneghin, Rich Jones, Claudio Malagoli, Massimo Villetti, Manuel Raga, trener Aza Nikolić